# Diann Roffeová
Diann Roffeová, též Diann Roffe-Steinrotterová (* 4. března 1967, Williamson) je bývalá americká alpská lyžařka.
Na olympijských hrách v Lillehammeru roku 1994 vyhrála závod v super obřím slalomu. Na předchozí olympiádě v Albertville roku 1992 získala stříbro v obřím slalomu. V této disciplíně se stala roku 1985 i mistryní světa, na šampionátu v Bormiu. Ve světovém poháru v sezóně 1991-92 obsadila celkově třetí místo v obřím slalomu. Vyhrála v seriálu světového poháru dva závody, osmkrát stála na stupních vítězů. Ukončila závodní kariéru krátce po svém úspěchu v Lillehammeru. V roce 2003 byla uvedena do americké lyžařské síně slávy.